# Ђермазино
Ђермазино (итал. Germasino) је насеље у Италији у округу Комо, региону Ломбардија.
Према процени из 2011. у насељу је живело 221 становника. Насеље се налази на надморској висини од 601 м.

## Становништво
| 1931. | 1936. | 1951. | 1961. | 1971. | 1981. | 1991. | 2001. | 2011. |
| ----- | ----- | ----- | ----- | ----- | ----- | ----- | ----- | ----- |
| 299   | 347   | 358   | 331   | 292   | 267   | 260   | 255   | 255   |